# 미야자와 히로키
미야자와 히로키(일본어: 宮澤 裕樹, 1989년 6월 28일 ~ )는 일본의 축구 선수이다. 현재 J1리그의 홋카이도 콘사돌레 삿포로에서 뛰고 있다.

## 구단 경력
그는 2008년부터 J리그의 홋카이도 콘사돌레 삿포로에서 뛰었다.